# Casa de Valdivia

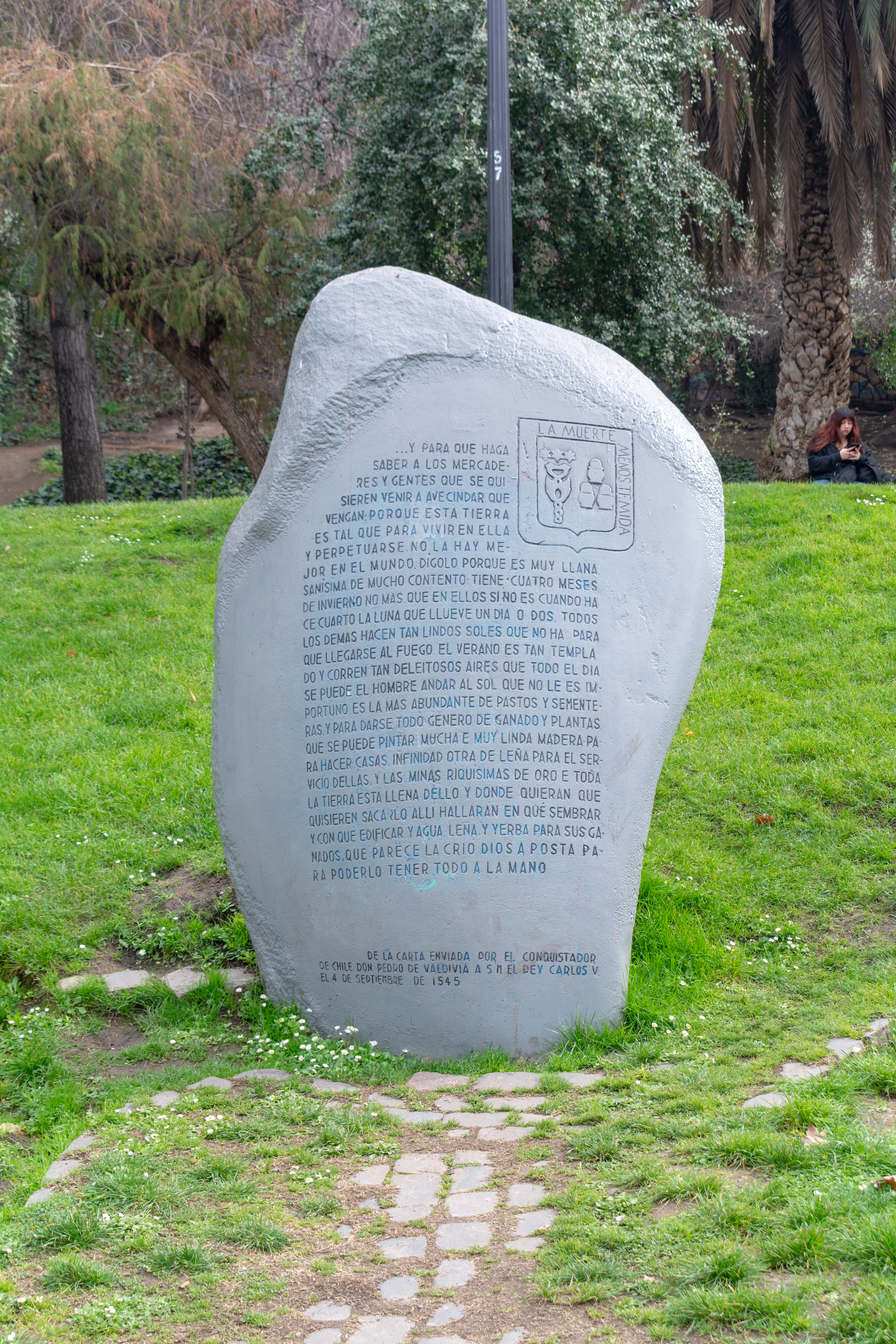
Monumento a Pedro de Valdivia en la falda del cerro Santa Lucía, en el centro de Santiago de Chile. El monumento reproduce una carta de Pedro de Valdivia a Carlos V con una relación de la vida en Chile. El escudo de armas lleva el lema La muerte menos temida, da más vida.

La casa de Valdivia es un linaje nobiliario que toma su origen en León, España, procedente del Vall de Ibia (o Valle de Ibia) en las proximidades de Aguilar de Campoo (Palencia) y fue muy importante en su tiempo.
Alonso Ruiz de Valdivia es considerado como el primer señor de Valdivia, bajo el reinado de Alfonso XI.
De la casa de Valdivia también descendió don Pedro de Valdivia, militar de familia hidalga que conquistó Chile, donde existe una ciudad que lleva su nombre. Mantuvo relaciones diplomáticas con Carlos V.
El título que dio nombre a la casa es el señorío de Valdivia.

## Escudo de Armas
El escudo de armas es:

En campo gules, un aspa de oro cargada de cinco lises de azur.

También tuvo casa en canarias. En algunos escudos heráldicos consta el siguiente lema: La muerte menos temida, da más vida.
- Datos: Q5755053